# Жертви Революції гідності
Кількість смертей у Революції гідності сягнула трохи більше 200 осіб під час акцій протесту Євромайдану 2013–14 та наступних проросійських заворушень.

## Євромайдан
Під час подій протестів Євромайдану в Києві з 21 листопада 2013 року по 23 лютого 2014 року в українській столиці в результаті вуличних сутичок було вбито 110—123 демонстрантів та 18 поліцейських. Крім того, ще один учасник Євромайдану був забитий ножем у результаті зіткнень із проросійськими активістами 13 березня 2014 року в Донецьку .

## Кримська криза
Під час анексії Криму Росією з 23 лютого по 19 березня 2014 року було вбито шість людей. Серед загиблих: троє протестуючих (двоє проросійських та один проукраїнський), два солдати та один кримський солдат СДФ. Двох вбитих українських солдатів регулярно включають до числа загиблих військових із війни на Донбасі. 10 серпня 2016 року Росія звинуватила спецназ України у проведенні рейду поблизу кримського міста Армянськ, в результаті якого загинули двоє російських військових. Уряд України відхилив повідомлення як провокацію.

## Одеські зіткнення та вибухи в Харкові
У період з 26 січня по 27 грудня 2014 року в місті Одеса відбулися епізодичні зіткнення. Найбільш смертоносними були сутички в Одесі 2 травня 2014 року, коли було вбито 48 протестуючих (46 проросійських та 2 проукраїнських). Крім того, одна людина загинула під час вибуху бомби в Одесі 27 грудня 2014 року. Того ж дня під час вибуху в місті Херсон загинув ще одна особа. Обидва чоловіки були ідентифіковані як терористи в обох вибухах. Пізніше, у 2015 році, 22 лютого, під час мітингу у Харкові вибухнула бомба, в результаті якої загинули чотири людини включаючи міліціонера.